# Bayh–Dole Act

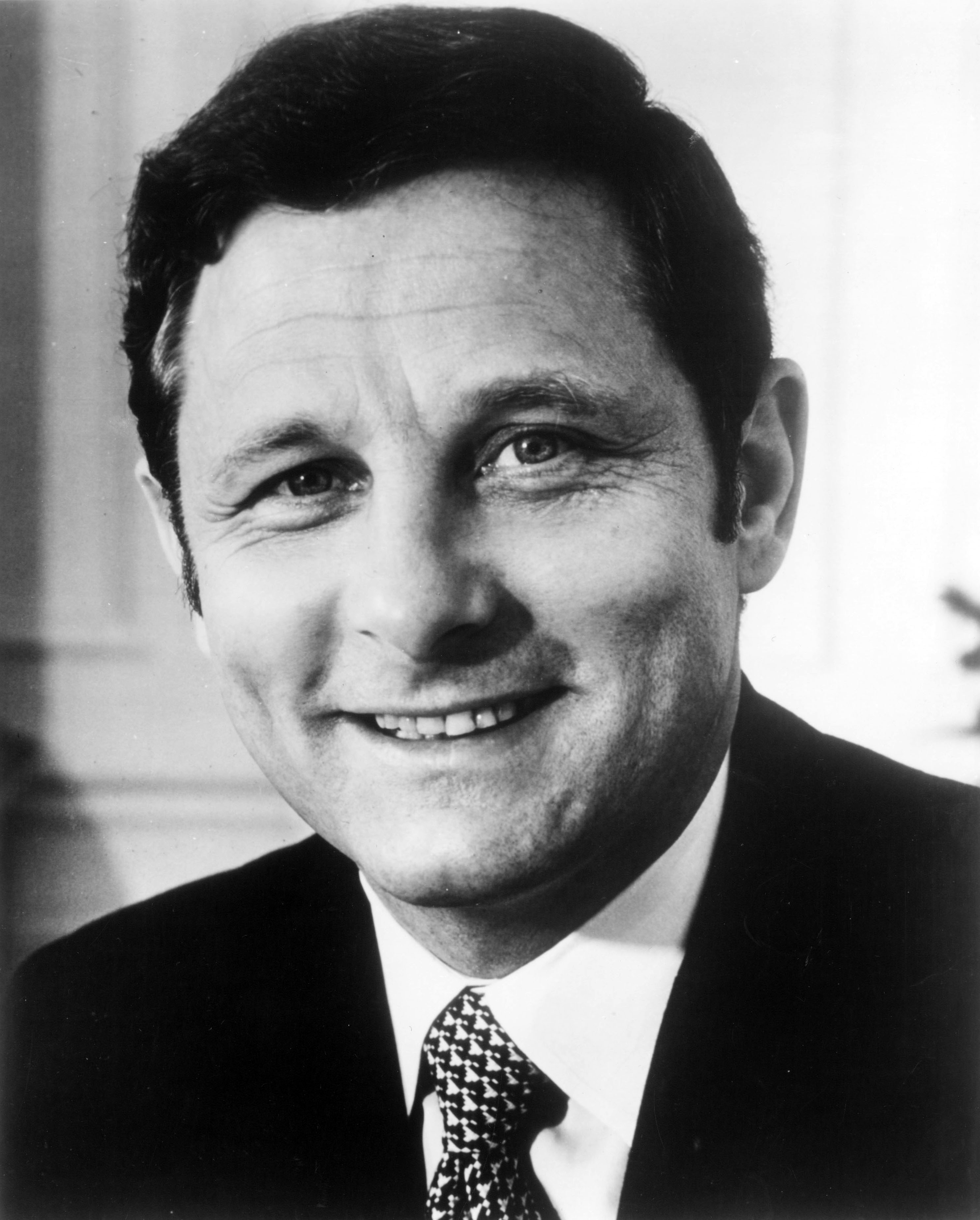
Birch Bayh

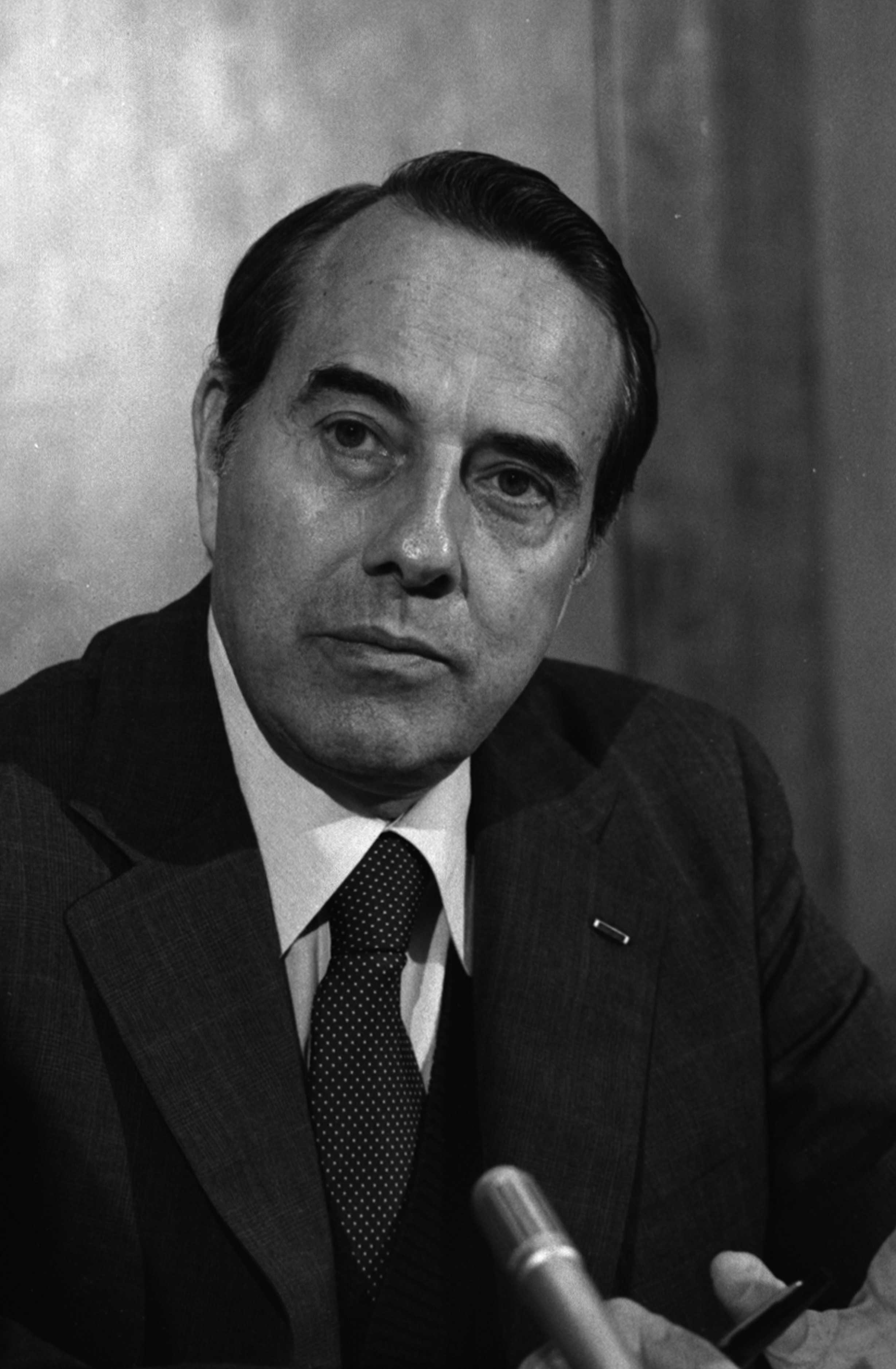
Bob Dole

Der Bayh–Dole Act, auch Patent and Trademark Law Amendments Act oder Bayh-Dole-Gesetz genannt, ist ein Gesetz in den Vereinigten Staaten, das Einrichtungen, an denen Forschungsarbeiten mit der Hilfe von Bundesmitteln durchgeführt werden, das Recht zur Verwertung der Forschungsergebnisse einräumt.

## Beschreibung
Das Gesetz wurde auf das Betreiben der beiden Senatoren Birch Bayh (Demokratische Partei) und Bob Dole (Republikanische Partei) am 12. Dezember 1980 vom Kongress verabschiedet. Mit dem Bayh–Dole Act soll die Nutzung von Erfindungen, die mit Hilfe von staatlichen Mitteln gemacht wurden, erleichtert und gefördert werden.
Das Gesetz ist im Titel 35 (Patents) des United States Code (U.S.C.) in den §§ 200 bis 212, sowie im Titel 37 (Patents, Trademarks, and Copyrights) des Code of Federal Regulations im 401. Teil festgeschrieben.
Das Gesetz ermöglicht US-Universitäten, kleinen oder gemeinnützigen Unternehmen die Nutzung ihres geistigen Eigentums (im Wesentlichen in Form von Patenten), das sie infolge von staatlicher Förderung erworben haben. Vor dem Gesetzeserlass gingen die Rechte am geistigen Eigentum an die Bundesregierung. Diese hielt bis dahin über 28.000 Patente, von denen weniger als 5 % über eine kommerzielle Lizenz genutzt wurden. Ein Ziel des Bayh–Dole Act war es, diese Quote zu erhöhen.
Als Folge des Bayh–Dole-Gesetzes wurden allein im Zeitraum zwischen dem Jahr 1993 und 2000 US-Universitäten etwa 20.000 Patente erteilt. Die Universitäten können seither zum Teil erhebliche Lizenzeinnahmen verbuchen. Zudem wurden etwa 3000 neue Unternehmen (Startups) gegründet.

## March-in Right
Das Bayh-Dole-Gesetz ermöglicht es dem staatlichen Finanzier eines Forschungsprojektes, in bestimmten, streng geregelten Fällen die Exklusivität der Lizenzvergabe aufzuheben und an den Patentinhabern vorbei Lizenzen an weitere Lizenznehmer vergeben zu können. Dies wird als March-in Right bezeichnet. Dazu muss jedoch eines von vier Kriterien erfüllt sein. Beispielsweise, wenn der Lizenznehmer es versäumt hat, die Erfindung zur praktischen Anwendung zu bringen, oder die Gesundheit und Sicherheit der Bevölkerung gefährdet ist oder der Lizenznehmer die Anforderungen für die öffentliche Nutzung der Erfindung, die durch staatliche Bestimmungen geregelt wird, nicht ausreichend erfüllen kann.
Zur Ausübung der March-in Rights kann der staatliche Geldgeber auf Eigeninitiative oder auf Antrag eines Dritten aktiv werden. Es wurden bisher zwar mehrere Anträge von Dritten zum March-in gestellt, aber in keinem Fall (Stand Dezember 2011) wurde von diesem Recht bisher Gebrauch gemacht. Ein Beispiel dafür ist die Petition von US-amerikanischen Morbus-Fabry-Patienten, die im Dezember 2010 von den National Institutes of Health als staatlichem Geldgeber abgelehnt wurde (siehe Morbus Fabry#Wettbewerbssituation und Produktionsprobleme).

## Auswirkungen des Bayh-Dole-Gesetzes
Vor dem Inkrafttreten des Bayh-Dole-Gesetzes war die Bereitschaft zur Lizenznahme von Patenten, die im Besitz der Vereinigten Staaten waren, sehr gering. Dies führte zu der Situation, dass von den über 30 Milliarden US-Dollar, die jährlich von staatlicher Seite in Forschung und Entwicklung flossen, nur ein ganz geringer Teil in Form von neuen Produkten oder Dienstleistungen in den Wirtschaftskreislauf zurückfloss. Die Verhandlungen mit den US-Behörden über Lizenzen waren sehr mühsam und zeitaufwendig. Das für die Erfindung relevante Know-how lag zudem nicht beim Lizenzgeber, sondern auf der Seite der Erfinder.
Durch den Bayh-Dole Act wurde speziell den US-amerikanischen Universitäten die Möglichkeit gegeben, Erfindungen ihrer Mitarbeiter, die im Rahmen einer staatlichen Förderung gemacht wurden, für sich selbst zu beanspruchen und direkt zu verwerten. Dies führte unter anderem zu einem starken Anstieg der Anzahl der von Universitäten angemeldeten Patente. Lag diese Zahl Anfang der 1970er Jahre noch bei 250 Patenten pro Jahr, so stieg sie nach dem Bayh-Dole-Gesetz auf über 3000 Ende der 1990er Jahre an. Der Anteil von universitären Patenten am Patentaufkommen stieg im gleichen Zeitraum von 1 % auf 5 %. Parallel dazu stiegen auch die Lizenzeinnahmen an. An Universitäten wurden Einrichtungen zum Technologietransfer gebildet. Daneben wurde es den Erfindern an den Hochschulen ermöglicht mit ihrer Idee Unternehmen zu gründen. Dabei tauschen viele Hochschuleinrichtungen die Patentnutzungsrechte gegen Geschäftsanteile der Unternehmen ein. In der Folge wurden die Ergebnisse akademischer Forschung erheblich schneller in Produkte umgesetzt.
Über 2000 neue Unternehmen wurden auf diese Weise bis 2002 gegründet. Dabei wurden 260.000 neue Arbeitsplätze geschaffen, die in 2002 etwa 40 Milliarden US-Dollar zur US-Wirtschaft beitragen.
Einige Autoren bezeichnen den Bayh-Dole Act als eine der wichtigsten Gesetzgebungen der Vereinigten Staaten in den letzten 50 Jahren und als „Viagra der Hochschul-Innovationen“.
Am stärksten profitierte der Bereich Biowissenschaften vom Bayh-Dole-Gesetz.